# Membraniporopsis
Membraniporopsis is een geslacht van mosdiertjes uit de familie van de Sinoflustridae. De wetenschappelijke naam van het geslacht is voor het eerst geldig gepubliceerd in 1999 door Liu.

## Soorten
De volgende soorten zijn bij het geslacht ingedeeld:
- Membraniporopsis bifloris (Wang & Tung, 1976)
- Membraniporopsis bispinosa (Liu, 1992)
- Membraniporopsis serrilamelloides (Liu & Li, 1987)
- Membraniporopsis tubigera (Osburn, 1940)